# Cartoon Pizza
Cartoon Pizza fue un estudio estadounidense de animación cofundada en 2001 por Jim Jinkins y David Campbell en Nashville, Tennessee, Estados Unidos. Su compañía antecesora era Jumbo Pictures, Inc., y fue propiedad de Toshiba.
Jumbo Pictures, Inc. ha sido fundado por Jim Jinkins, uno de los artistas de Nickelodeon, en 1986. Creó Doug (programa de Nickelodeon y después de Disney Channel), también creó PB&J Otter y 101 dálmatas: la serie.
El estudio fue disuelto en el año 2000, después de que PB&J Otter estuviera en producción y la compañía fue vendida a Disney, pero pronto re-nació en Cartoon Pizza, la compañía ha producido programas para Disney Channel que son Stanley, JoJo's Circus, Plaza Sésamo, y Pinky Dinky Doo, también produjo series como HoopDogz.
En la actualidad, desde 2015, Cartoon Pizza Company ya no existe. Sin embargo, fue subsidiaria de Toshiba.

## Eslogan
El eslogan de la empresa fue "Worldwide Delivery", que significa en español "Repatiendo por todo el mundo".

## Subsidiarias
- Cartoon Cola - Parte de Cartoon Pizza, trabajo en series como "El circo de Jojo", "Stanley", "Plaza Sésamo", y "Pinky Dinky Doo".

- Cartoon Candy - Parte de Cartoon Pizza, trabajo en las series "Plaza Sésamo", "Pinky Dinky Doo", y "HoopDogz".

## Programas producidos

### Disney
- Doug (2.ª temporada, producido como Jumbo Pictures Inc.)
- Stanley
- El circo de Jojo (producido junto con Cuppa Coffe Animation para Disney Enterprises)
- PB&J Otter (producido como Jumbo Pictures Inc.)
- 101 dálmatas: la serie (producido como Jumbo Pictures Inc.)

### Nickelodeon
- La ventana de Allegra (producido como Jumbo Pictures Inc.)
- Doug (1.ª temporada, producido como Jumbo Pictures Inc.)

### Producciones originales
- Crashbox (Dirty Pictures, Captain Bob, and Sketch Pad only)
- Wilbur (producido como CBC, RD Denmark, Cuppa Coffee Studios, MarbleMedia, Sinking Ship Entertainment, Smiley Guy Studios, Cookie Jar Entertainment, CCI Entertainment, Collideascope Digital Productions, Portfolio Entertainment, Chilco Productions, Mercury Filmworks, EKA Productions, Breakthrough Entertainment, y Egmont Imagination para Discovery Communications)
- Paz Show (producido como CBC, RD Denmark, NPO 3 Netherlands, Nelvana, MarbleMedia, Sinking Ship Entertainment, Smiley Guy Studios, Cookie Jar Entertainment, CCI Entertainment, Collideascope Digital Productions, Bardel Entertainment, Mercury Filmworks, Breakthrough Entertainment, Egmont Imagination, y Telescreen BV para Discovery Communications)
- My Little Pony Friendship is Magic (producido como Treehouse TV, Nelvana, Decode Entertainment, Image Entertainment Corporation, Thunderbird Entertainment, Big Bang Digital Studios, CCI Entertainment, Collideascope Digital Productions, Spin Master Entertainment, y Spectra Animation para Discovery Communications)
- Baby Genius (producido como Family Channel, Cuppa Coffee Studios, Decode Entertainment, Image Entertainment Corporation, Thunderbird Entertainment, Big Bang Digital Studios, CCI Entertainment, Collideascope Digital Productions, Spin Master Entertainment, y Spectra Animation para Viacom International Inc.)
- Little People Big Discoveries (producido como CBC, RD, Cuppa Coffee Studios, Decode Entertainment, Image Entertainment Corporation, Thunderbird Entertainment, Big Bang Digital Studios, CCI Entertainment, Collideascope Digital Productions, Spin Master Entertainment, Spectra Animation, y Egmont Imagination para Viacom International Inc.)
- Maisy (producido como Treehouse TV, Cuppa Coffee Studios, Decode Entertainment, Image Entertainment Corporation, Thunderbird Entertainment, Big Bang Digital Studios, CCI Entertainment, Collideascope Digital Productions, Spin Master Entertainment, y Spectra Animation para Viacom International Inc.)
- HoopDogz
- Monster Monster Trucks (producido como Treehouse TV, Cuppa Coffee Studios, Decode Entertainment, Image Entertainment Corporation, Thunderbird Entertainment, Big Bang Digital Studios, CCI Entertainment, Collideascope Digital Productions, Spin Master Entertainment, y Spectra Animation para Viacom International Inc.)
- Global Thingy
- Pinky Dinky Doo (producido como CBC, Cuppa Coffee Studios, Sinking Ship Entertainment, Cookie Jar Entertainment, Subsequence Entertainment, Mercury Filmworks, y Breakthrough Entertainment para Viacom International Inc.)

## Animación utilizada
La mayoría de las series creadas por Cartoon Pizza están realizadas con animación tradicional y algunas series con animación en tres dimensiones.

## Premios
- Un Emmy, el "1994 Parents' Choice Award" y el Cable ACE Award. por los 50 episodios de la serie "La ventana de Allegra".

- "The Spring 2000 Parents' Choice Award" por la serie PB&J Otter.

- "The 2005 Parent's Choice" por la serie HoopDogz.